# Neckera pennata
Neckera pennata là một loài Rêu trong họ Neckeraceae. Loài này được Hedw. miêu tả khoa học đầu tiên năm 1801.

## Hình ảnh

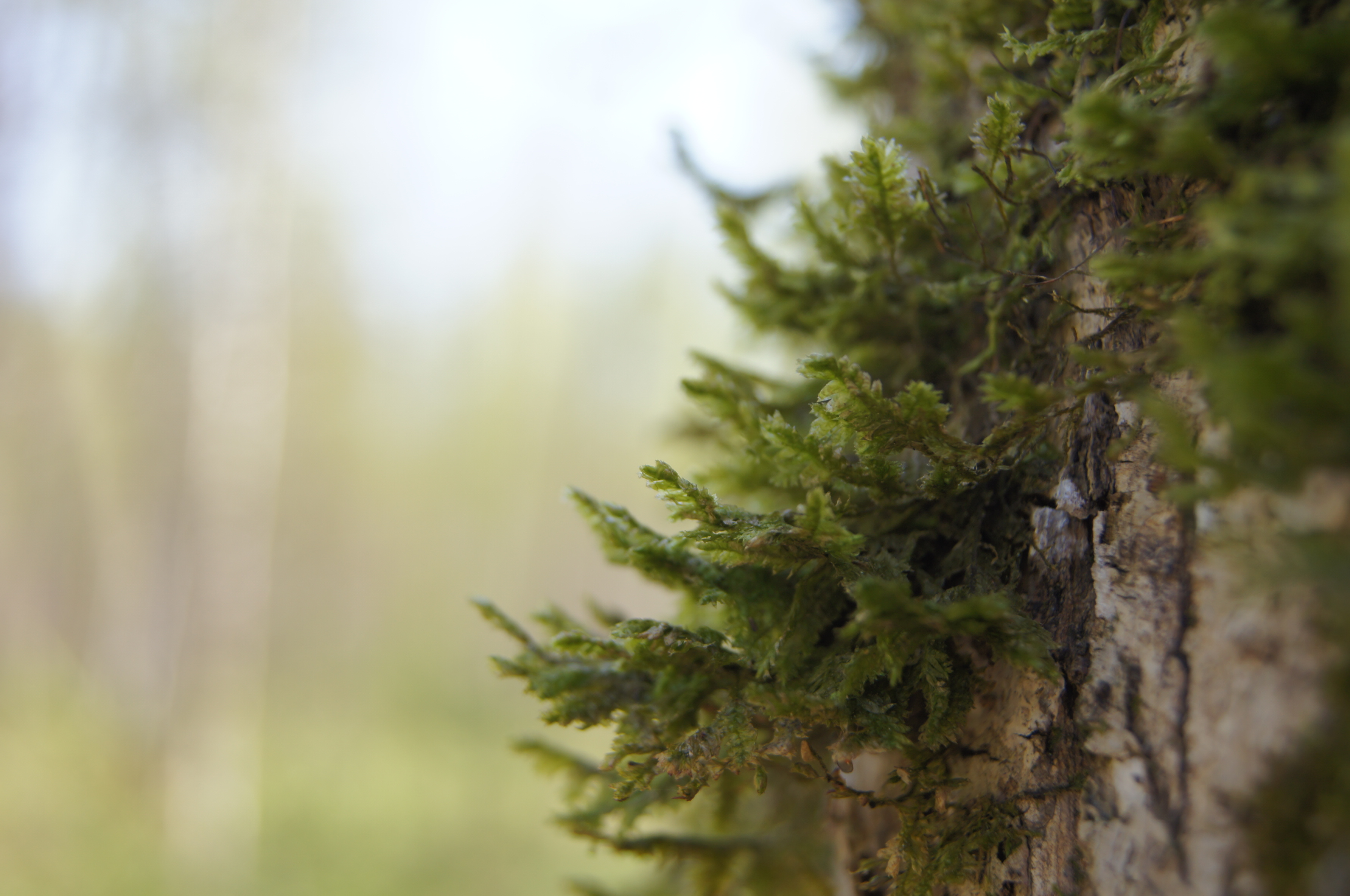
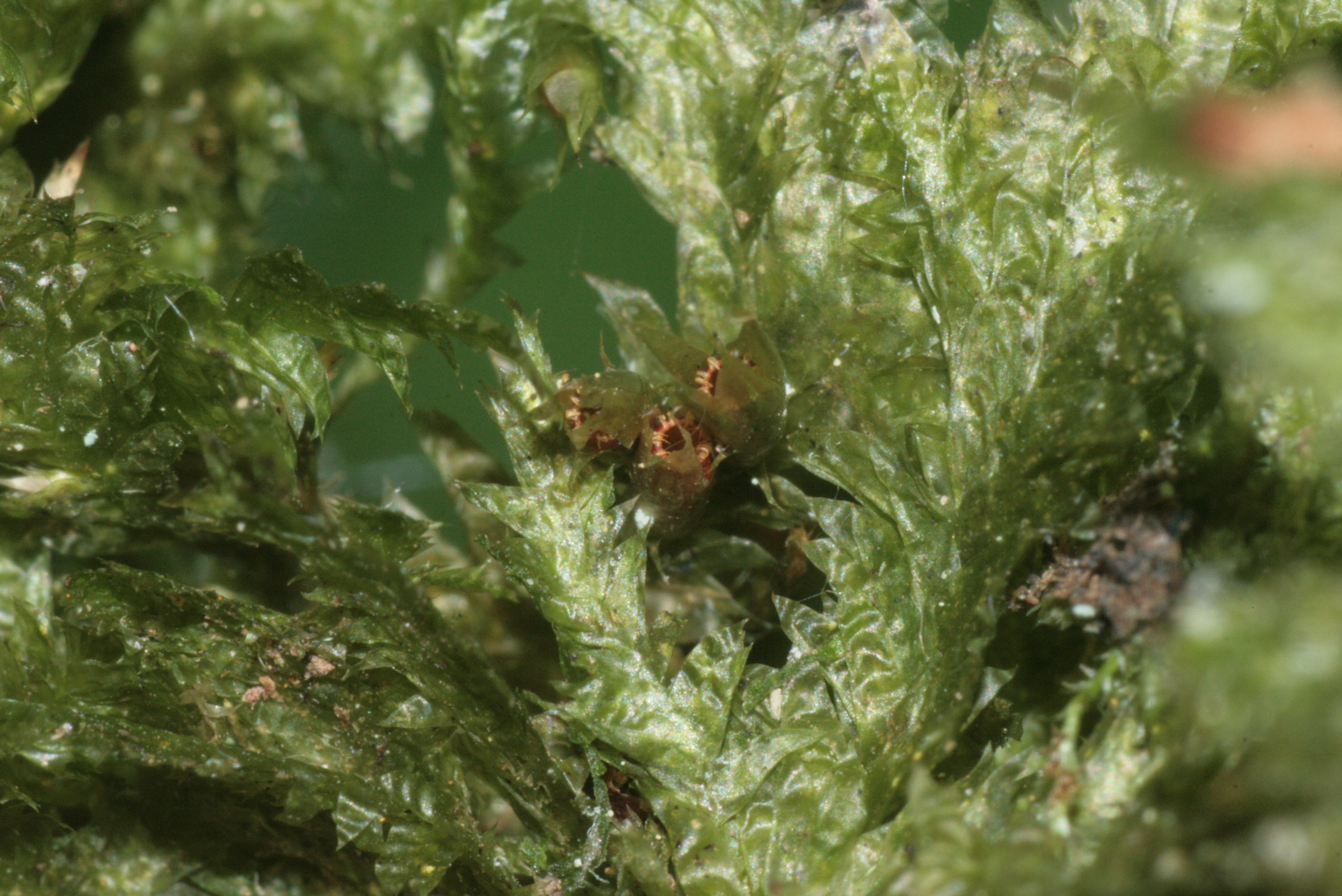
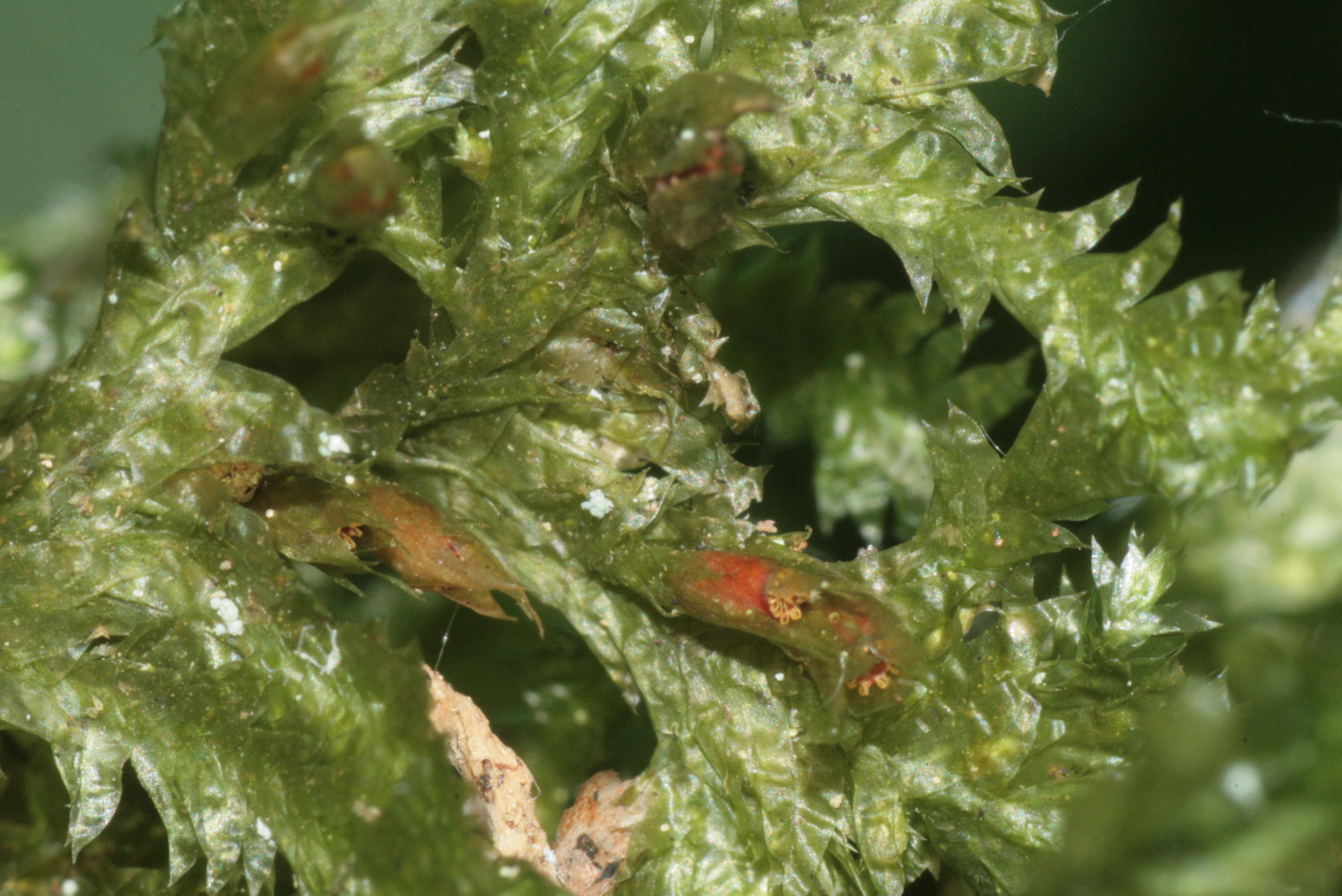
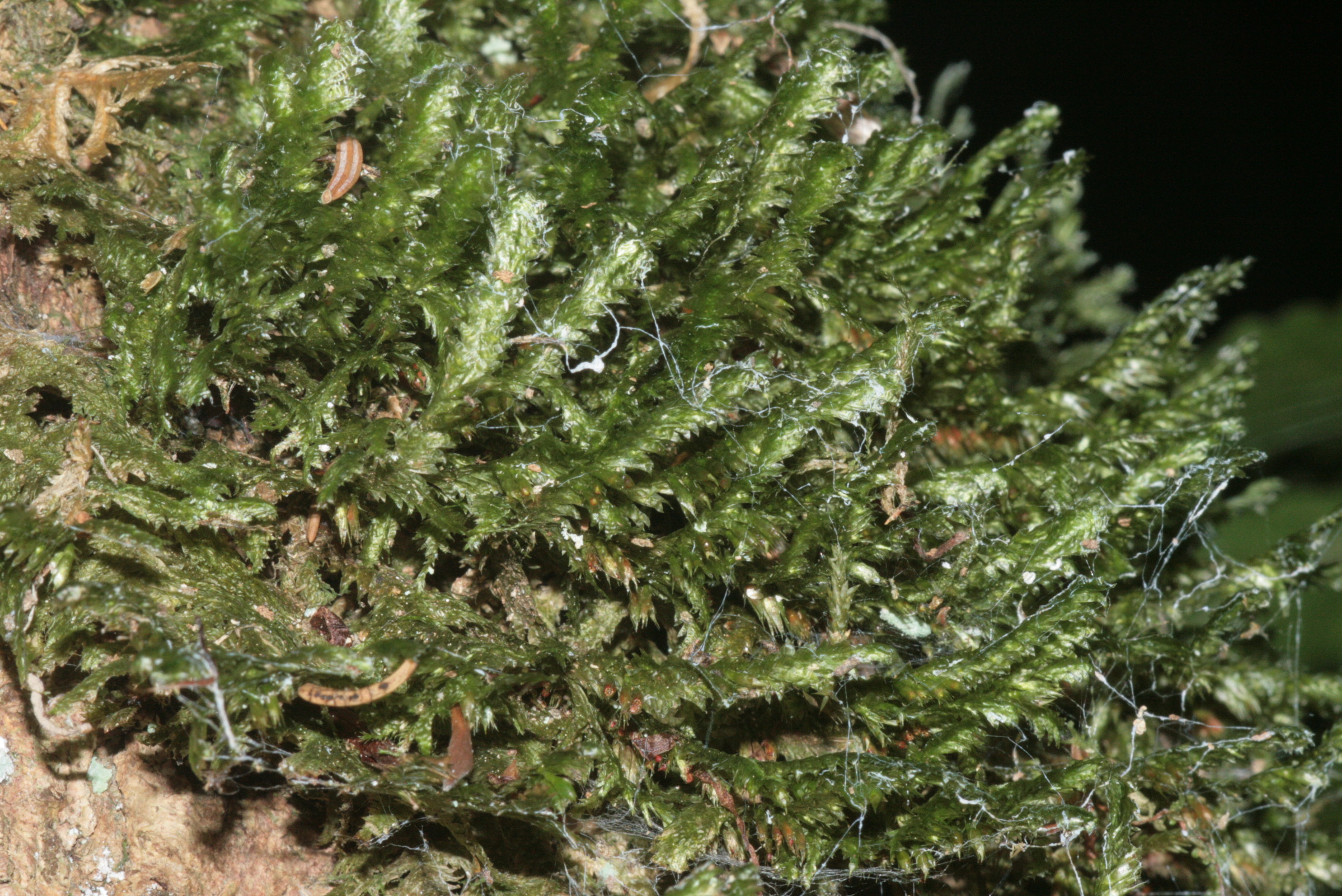